# Rana humeralis
Humerana humeralis là một loài ếch trong họ Ranidae.
Nó được tìm thấy ở Bangladesh, Ấn Độ, Myanmar, Nepal, có thể cả Bhutan, và có thể cả Trung Quốc.
Các môi trường sống tự nhiên của chúng là các khu rừng ẩm ướt đất thấp nhiệt đới hoặc cận nhiệt đới và sông. Loài này đang bị đe dọa do mất môi trường sống.